# Баринцево (Ярославская область)
Баринцево — деревня в Любимском районе Ярославской области России. 
С точки зрения административно-территориального устройства входит в состав Воскресенского сельского округа. С точки зрения муниципального устройства входит в состав Воскресенского сельского поселения.

## География
Находится в пределах центральной части Московской синеклизы Восточно-Европейской (Русской) платформы,  вблизи правого берега Учи в 5 км к западу от Любима. 
Поблизости находятся населённые пункты Вахромейка, Дор, Дор-Павлов, Илькино, Косоногово, Кузовлево, Митино, Михаил-Архангел, Починок (Шашковский сельсовет), Фондяково и другие.

### Климат
Климат характеризуется как умеренно-континентальный с умеренно-теплым влажным летом, умеренно-холодной зимой и ярко выраженными сезонами весны и осени. Среднегодовая температура — +3,2°С. Средняя температура самого тёплого месяца (июля) — +18,2°С; самого холодного месяца (января) — −11,7°С. Абсолютный максимум температуры — +34°С; абсолютный минимум температуры — −35°С.

## Население
| 2007 | 2010 |
| ---- | ---- |
| 2    | ↘1   |

## Инфраструктура
Личное подсобное хозяйство с зоной сельскохозяйственного использования, индивидуальная застройка усадебного типа.

## Транспорт
Просёлочная дорога. 